# Gyékényes
Gyékényes è un comune dell'Ungheria di 1.085 abitanti (dati 2001) situata nella contea di Somogy, nell'Ungheria centro-occidentale.